# 王文 (正德進士)
王文（1483年—？），字純卿，號两崖，江西吉安府安福縣人，民籍，明朝政治人物。

## 生平
江西鄉試第十名舉人。正德十二年（1517年）中式丁丑科會試第二百七十名，登第三甲第一百八十六名進士。工部观政，授行人，嘉靖二年（1523年）五月选授南京浙江道試監察御史。

## 家族
曾祖王邦美；祖父王藹，曾任貢士；父王朝用，母鄧氏。慈侍下。弟王彦。